# Andrea Eskau
Andrea Eskau, född 21 mars 1971 i Apolda, är en tysk handikappidrottare. Hon är under somrarna aktiv som cyklist med handcykel och tävlar under vintern i längdåkning och skidskytte.
Eskau har sedan en cykelolycka 1998 en paraplegi. Under början av 2000-talet var hon främst aktiv med handcykel och sedan 2009 är hon även framgångsrik vintersportutövare. Hennes yrke är psykolog. Eskau vann flera guld-, silver och bronsmedaljer vid olika Paralympiska spelen. Vid Paralympiska vinterspelen 2018 var hon fanbärare för det tyska teamet.